# Ахунова Турсуной
Турсуно́й Махму́дівна Аху́нова (узб. Tursunoy Oxunova; нар. 20 травня 1937, Пахта — пом. 21 вересня 1983) — механік-водій бавовнозбиральної машини колгоспу імені С. М. Кірова Чиназького району Ташкентської області Узбецької РСР. Двічі Герой Соціалістичної Праці.

## Біографія
Народилася 20 травня 1937 року в кишлаку Пахта (нині — селище Чиназького району Ташкентської області, Узбекистан). Узбечка. Працювала в колгоспі збиральницею бавовни. Закінчила 8 класів школи, в 1954 році — Карасуйське училище механізації сільського господарства (Ошська область, Киргизька РСР). Першою серед жінок-узбечок отримала спеціальність механіка-водія бавовнозбиральної машини і розпочала трудову діяльність в колгоспі імені С. М. Кірова Чиназького району. За сезон 1955 року зібрала всього 20 тонн бавовни (в той час як в цілому по Пахтинській МТС вироблення на одну машину становило 30 тонн). Домоглася підвищення своєї майстерності, досягнувши норми збору 90 тонн бавовни-сирцю (за що була нагороджена орденом Трудового Червоного Прапора), а за сезон 1959 року зібрала на своїй бавовнозбиральній машині 210 тонн бавовни-сирцю.
За досягнуті високі показники при збиранні бавовни Бавовнозбиральними машинами, що дозволило значно підняти продуктивність праці, знизивши собівартість і скоротити строки збирання бавовни, полегшити працю колгоспників Указом Президії Верховної Ради СРСР від 25 грудня 1959 року Ахуновій Турсунай присвоєно звання Героя Соціалістичної Праці з врученням ордена Леніна (№ 369644) і золотої медалі «Серп і Молот» (№ 10327).
З січня 1960 року призначена на посаду бригадира механізованої бригади бавовноробів колгоспу імені С. М. Кірова. Стала ініціатором почину по механізації всіх процесів обробітку бавовнику. За участь у впровадженні у виробництво бавовнозбиральної чотирирядної машини «Узбекистан» була удостоєна Ленінської премії.
За особливо видатні успіхи, досягнуті у Всесоюзному соціалістичному змаганні, проявлену трудову доблесть у виконанні планів і соціалістичних зобов'язань по збільшенню виробництва і продажу державі бавовни та інших продуктів землеробства в 1977 році Указом Президії Верховної Ради СРСР від 20 лютого 1978 року Ахунова Турсунай нагороджена другою золотою медаллю «Серп і Молот» (№ 136) і орденом Леніна (№ 429761).
Обиралась депутатом Верховної Ради СРСР 6—8-го скликань (1962—1974 роки), була членом Президії Верховної Ради СРСР. Автор книг:
- Машина — друг хлопкороба. Москва,1960;
- Технология возделывания и уборки хлопчатника. М., 1964;
- О том, что сердцу дорого. Москва, 1961;
- О том, что сердцу дорого. 3-є видання, перероблене і доповнене. Москва, 1971;
- Слагаемые успеха. Ташкент, 1978;
- Человек воспитывается в коллективе. Москва, 1980.

Померла 21 вересня 1983 року. Похована на Чигатайському кладовищі в Ташкенті.

## Відзнаки, пам'ять
- Нагороджена 3 орденами Леніна (25 грудня 1959; 14 лютого 1975; 20 лютого 1978), орденом Трудового Червоного Прапора (11 січня 1957), медаллю «За трудову відзнаку» (1 березня 1965), іншими медалями;
- Лауреат Ленінської премії за 1967 рік.

Бронзове погруддя героїні встановлене в селищі Пахті Чиназького району Ташкентської області (Узбекистан).